# Antoine Meillet

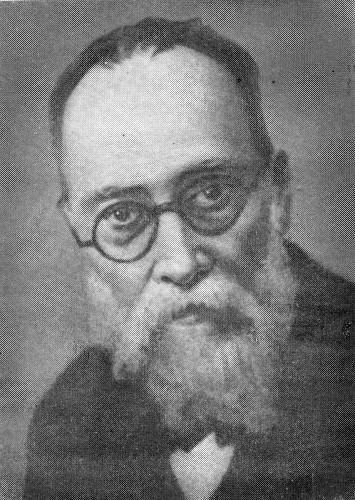
Antoine Meillet

Antoine Meillet (ur. 11 listopada 1866 w Moulins, zm. 21 września 1936 w Châteaumeillant) – francuski językoznawca.

## Życiorys
W 1891 został dyrektorem porównawczych studiów indoeuropejskich w Paryżu, w latach 1902–1906 nauczał języka ormiańskiego, w 1906 został profesorem w Collège de France w Paryżu. W 1903 opublikował pracę uznaną za najważniejszą w jego dorobku, Introduction à l’étude comparative des langues indo-européennes (Wstęp do językoznawstwa indoeuropejskiego, wyd. pol. 1958). Był członkiem Akademii Napisów i Literatury Pięknej i wielu zagranicznych akademii, m.in. od 1911 AU. Był jednym z najważniejszych i najbardziej wpływowych językoznawców porównawczych w swoich czasach. W językoznawstwie był reprezentantem tzw. młodogramatyków. Stworzył ujęcia syntetyczne w zakresie historii poszczególnych języków indoeuropejskich. Udoskonalił metodę porównawczą. Po Wstępie do językoznawstwa europejskiego napisał m.in. prace Le slave commun (1924) i dwutomową Linguistique historique et linguistique generale (1921–1936).
Jego wykładem „Le francais et l’humanisme” wygłoszonym 27 kwietnia 1925 r. zainaugurowano działalność Instytutu Francuskiego w Warszawie.